# Herceg János Irodalmi Díj
A Herceg János Irodalmi Díj a doroszlói Móricz Zsigmond Magyar Kulturális Egyesület és Fehér Ferenc IRO–M Szakosztály által 1998-ban létrehozott vajdasági irodalmi díj.

## Története
Az 1998-ban létrehozott díjat a névadó író, Herceg János szellemiségét leginkább ápoló irodalmárnak ítélik évente oda. A díj első három évét követően az odaítélésben tíz év szünet következett, 2010-től kezdődően viszont ismét évente átadják az elismerést.
Később a zombori Berta Ferenc Zsebszínház vette át a szervezést, idővel karöltve a zombori Bielitzky Károly Városi Könyvtárral. A Zsebszínház megszűnése óta a Díj aktuális bíráló bizottsága és a zombori Könyvtár ítéli oda, adja át a rangos díjat. 

## Díjazottak
- 1998: Toldi Éva
- 1999: Csányi Erzsébet
- 2000: Fekete J. József
- 2010: Silling István
- 2011: Sándor Zoltán
- 2012: Bogdán József
- 2013: Csík Mónika
- 2014: Gobby Fehér Gyula
- 2015: Kontra Ferenc
- 2016: Beszédes István
- 2017: Sinkovits Péter
- 2018: Vasagyi Mária
- 2019: Jódal Rózsa
- 2020: Balázs Attila
- 2021: Hász Róbert
- 2022: Lovas Ildikó
- 2023: Bordás Győző[4]